# 田井中茉莉亜
田井中 茉莉亜（たいなか まりあ、1990年6月6日 - ）は、日本の元グラビアアイドル。京都府出身。

## 経歴
2009年2月、伊藤桃、高城樹衣、小嶋じゅんとともに4人組のユニット「ドミノモード」を結成。同年4月1日にドミノモードを卒業（但し、ドミノモードも同時に活動を停止している）。
2012年8月、芸能活動の中心をタイ王国のバンコクに移した。
2014年1月、所属していたフィットワンを退所。2015年4月、エイピーエンタテインメントに移籍する。
2016年3月31日、自身のTwitterで芸能界からの引退を報告した。
2016年12月8日、『ゴー☆ジャスのおもしろアフリカTV生放送』内で結婚を発表した。

## 人物
- 両親は、2014年に離婚。父親は、ホームレスになる。
- 2014年に、引っ越しを決意するも引っ越し先が決まらず、ホームレス生活をしている。主にネットカフェで寝泊まりをしている。（2015年5月現在）
- 趣味は、人間観察・お菓子作り（男を落とすとき）・写真を撮ること（自撮、特に変顔）・株。
- 特技は、琴（初段を持っている）・トロンボーン・舌技・笑顔（仕事もらうとき）・物真似・耳ホチキス（電撃ネットワークさんから直伝）・生け花・ボルダリング[3]
- きゆんきゆんが〆言葉。（現在も使用中）
- スタイリッシュ＝iPhoneが本人の認識である。
- 出演番組で『支援物資』（主にカップめんやスナック菓子）を募集し生活している。
- 辛いものが好きである。
- 2015年ゴー☆ジャスが一番推している、とにかく元気なグラビアアイドル。
- 佐倉絆と仲が良い。

## 出演

### テレビドラマ
- 無理な恋愛（2008年、フジテレビ系列）

### バラエティ
- 新・美少女図鑑（2007年、エンタ!371）
- 現役女子高生ファイル（2007年、エンタ!371）
- みるくキッス〜女子高生オーディション（2008年、エンタ!371）
- キラカワ☆プリンセスTV（2009年、EXエンタテイメント）
- アイドル☆リーグ!（2009年 - 2012年6月27日、日テレプラス・日テレ地上波）
- アイドル恋から（2009年、エンタ!371）
- アニコスっちゃお（2010年、エンタ!371）
- 恋愛ミルフィーユ（2010年、日本テレビ）
- 東京カワイイ★TV（2010年8月22日、NHK総合）ゲスト
- 『ぷっ』すま（2010年9月28日、テレビ朝日） アイドルと部屋を当てまショー! ゲスト
- ゲーマーズTV 夜遊び三姉妹（2010年11月4日、日本テレビ）ゲスト
- 方言彼女。（2010年、テレビ埼玉他）
- 方言彼女。2（2011年、テレビ埼玉他）
- PigooRadio〜加藤沙耶香・田井中茉莉亜（2011年4月 - 、エンタ!371・PigooHD）
- 10分BOX（2012年1月20日、フジテレビ）
- 真夜中のおバカ騒ぎ!（2013年4月 -2013年9月、東京MX・千葉テレビ）
- 南まりかのTOCHITAMA!（2014年4月 - 、とちぎテレビ）
- アルコ&ピースの業界！ワークプリーズ  （2015年1月31日、テレ朝ch1） #9「貧乏タレントアルバイトのガチ面接」ゲスト
- 解決!ナイナイアンサー（日本テレビ） 不幸すぎるアイドル特集　不幸なアイドルが田井中一人しかいなかったためお蔵入りに
- 有田チルドレン （2015年5月12日、TBS） タメになる事を教えてくれるアイドル
- 嵐と松本（2019年1月18日 - 、スカパー！ch537／ch777　サイトセブンＴＶ）レギュラー

### 舞台
- 第6回ショートケーキ　バレンタインSP公演（2010年2月14日、原宿アストロホール、劇団ショートケーキ）
- Alice in Deadly School（2010年10月14日 - 17日、品川・六行会ホール） - 橙沼桐子 役
- 落下ガール（2011年2月3日 - 6日、渋谷区文化総合センター大和田・伝承ホール） - 永田町子 役
- VAMPIRE HUNTER（2011年6月22日 - 24日・26日、笹塚ファクトリー） - フェデリータ 役[4]
- ハッピーゴーアンラッキー（2011年10月12日 - 16日、池袋・シアターKASSAI） - 有栖川マナ 役
- W-Speak第一回公演『笑劇乙女』「恋の矢」「キス部」（2012年1月26日 - 1月29日、池袋･シアターKASSAI）
- DramaBox「出来ちゃった」（2012年2月2日 - 5日、笹塚ファクトリー） - 島袋佐世子 役
- T's公演VOL.1「敵か味方か」（2012年11月21日 - 25日、Live theater 間～まほろ～） - 田中まり 役(ヒロイン)
- Short Sweet Story 夏の特別編「ヒントにピント!」（2013年7月26日 - 28日、シアターサンモール） - ちでらきゆ 役(主演 Bキャスト）
- 時空警察ヴェッカー1983（2013年8月14日 - 18日、笹塚ファクトリー） - サポートドロイド チャーム 役
- アイドルボンバイエ☆プチ同窓会ＳＰ2014 （2014年11月24日 、新宿区 アイドルボンバイエ特設会場） ゲスト
- 第三水曜即興舞台「こんなはずじゃなかった。～バトル1～」（2015年2月18日、しもきた空間リバティ）
- 第三水曜即興舞台「こんなはずじゃなかった。～バトル2～」（2015年4月15日、しもきた空間リバティ）
- 第三水曜即興舞台「こんなはずじゃなかった。～バトル3～」（2015年6月17日、しもきた空間リバティ）

### CM
- 日本クラフトフーズ ストライド 「主役Grand Flnale」篇（2011年）
- JINRO「マッコリ『TRY!マッコリ マッコリボール』」篇（2013年4月27日、フジテレビ「土曜プレミアム」内で放送）

### オリジナルビデオ
- 不思議巨大ヒロイン クイーン・グランデZ（2011年4月22日、ZENピクチャーズ） -リエラ（クイーン・グランデZ） 役

### 雑誌
- 小学館「sabra」
- ジーオーティー「Bejean」
- マイウェイ出版「moecco HIGH SCHOOL Vol.8」
- ぶんか社「エキサイティングMAX」
- 白泉社「ヤングアニマル」「ヤングアニマル嵐」
- 晋遊舎「セキララ＊GIRL」
- 集英社「週刊ヤングジャンプ」
- マーブルトロン「アニマルガールズ」
- タイ男性雑誌「ZOO MAGAZINE」表紙

### web
- 下北ダブル生シュー（2009年）
- アイドル誕生！TV ぶんか社オンラインチャット
- フレッシュカフェチャット
- 日刊ゲンダイ「＠失礼します」
- 女子高生 みるくキッス
- GIRLS TRAIN（2009年、あっ!とおどろく放送局）
- アンカフェTV 2月号(2009年)
- sabra☆GyaO#111（2008年）
- Yahoo動画　ミニスカ絶対領域
- スターチャット.TV
- 沙耶香とErinaのNo Idol! No Life!（あっ!とおどろく放送局）
- AKIBA16エンタメTV（2011年1月15日-3月29日、あっ!とおどろく放送局）
- 一色亜莉沙のぶっこみハイスクール!（ニコニコ生放送&Ustream、2011年11月30日）
- 渋沢一葉の「ノープラン。」（2013年−、北参道放送局）月1レギュラー出演
- 田井中茉莉亜のセレブなんかになりたくない！（アフリカTV、2015年）
- ゴー☆ジャスのおもしろアフリカTV生放送（アフリカTV、2015年）
- 「天野麻菜のビール 女子会」ニコニコ生放送、2015年3月1日、第13回目ゲスト
- リアルガチャ(2015年7月）

### ラジオ
- FM-FUJI「NEVERMIND!!」ゲスト
- FM-NACK5「Co-sotto1-6」ゲスト
- レインボータウンFM「アイコレ」MC 準レギュラー
- レインボータウンFM「アイガク」ゲスト
- レインボータウンFM「ぐらび屋」ゲスト
- レインボータウンFM「かり〜ね。」ゲスト
- ラジオドラマ「声優まっしぐら！」遠野初音 役
- interFM 「MARUMAN presents7’s HEAVEN musicmixx!!」ゲスト

### パチンコ
- 平和 「CRラブ嬢プラス〜今夜も、ご延長の方はいかがなさいますか?〜」（2013年）

### 映画
- 「グラッフリーター刀牙」(2012年) 畑中聖子 役

## 作品

### DVD
- LOVE スマッシュ 田井中茉莉亜（2008年6月20日、タスクオフィス）
- 【PV】INFINITY16welcomez若旦那/【愛してる】 ヒロイン役で出演（2010年4月28日）
- 不思議巨大ヒロイン クイーン・グランデZ ヒロイン役で出演 （2011年4月22日、ビデオメーカー）
- たいなかまにあ（2010年11月25日、イーネット・フロンティア）
- あw 田井中茉莉亜（2011年11月25日、グラッソ）
- オーディション 渋沢一葉・初監督作品（2014年、SENSATION）主演

### デジタル写真集
- GIRLS TRAIN 動画付写真集（2009年）
- みるくキッス☆田井中茉莉亜水着写真集（2009年）
- みるくキッス☆田井中茉莉亜スク水写真集（2009年）
- みるくキッス☆田井中茉莉亜ブルマ写真集（2009年）
- みるくキッス☆田井中茉莉亜制服写真集（2009年）
- 美少女予報　ときめきメイド　田井中マリア（2008年）
- 制服日和　Wでときめきメイド編　田井中マリア＆岡本麻里写真集（2008年）
- 制服日和　トキメキ放課後編　田井中マリア写真集（2008年）
- 制服日和　Wでときめき放課後編　田井中マリア＆岡本麻里写真集（2008年）
- 制服日和　ドッキリ通学編　田井中マリア写真集（2007年）